# サッカーオクシタニア代表
サッカーオクシタニア代表（サッカーオクシタニアだいひょう）は、オクシタニアサッカー協会により編成されるオクシタニアのサッカーのナショナルチーム。オクシタニア代表はFIFA及びUEFAに加盟していない。

## 歴史
2004年にチームを結成。NF-Boardに加盟し、2006年の第1回VIVAワールドカップの開催国となる。
2013年に発足したConIFA会員でもある。2014年に開催されたConIFAワールドフットボール・カップにも参加。サイドにスピードのある選手を配し、巧みなパス回しとドリブルで攻め込む攻撃が特徴。しかし、全般的に小柄な選手が多く、ハイボールに対応できずに失点を重ねるケースが目立った。グループリーグでアブハジアに1-1、サーミに1-0と1勝1分けで首位だった。しかし決勝トーナメント初戦（準々決勝）でアラメア・スルヨエに0-0（PK戦6-7）で敗れ、順位決定戦1回戦ではクルディスタンに2-2（PK戦4-5）と惜敗、順位決定戦2回戦でアブハジアに1-0と勝利し、7位（12チーム中）で大会を終えた。

## VIVAワールドカップの成績
- 2006年 - 3位
- 2008年 - 不参加
- 2009年 - 5位
- 2010年 - 3位
- 2012年 - 5位